# Yankuba Sima
Yankuba Sima Fatty (28 de juliol de 1996, Girona) és un jugador de bàsquet català. És un pivot amb formació universitària als EUA, a St. John's Red Storm i als Oklahoma State Cowboys. El seu club actual és Unicaja Malaga, on s'incorpora al gener de 2023.
Anteriorment havia format part del Bàsquet Manresa de la Lliga ACB. Ha jugat també amb la selecció espanyola de bàsquet.